# Служба внутрішніх доходів

Печатка Податкового управління США

Податкова служба США (англ. Internal Revenue Service, IRS; "Служба внутрішніх доходів") — державний орган Федерального уряду Сполучених Штатів Америки, який займається збором податків, контролює виконання законодавства про оподаткування та тлумачить податковий кодекс. Агентство належить до Міністерства фінансів США і знаходиться під безпосереднім контролем Комісара Внутрішніх Доходів.
Перший податок на прибуток становив 3 %, його призначили у 1862 році для збору коштів на американську громадянську війну. Сьогодні Служба Внутрішніх Доходів збирає більше $ 2,4 трлн кожного податкового року з 234 млн податкових декларацій. У 1913 році була ратифікована Шістнадцята поправка до Конституції США, яка дозволяла Конгресу вводити податок на доходи, і було створено Бюро внутрішніх доходів. У 1953 році агентство було перейменовано на Службу внутрішніх доходів і в наступні десятиліття зазнало численних реформ і реорганізацій, найбільш суттєвих у 1990-х роках. 
Станом на 2018 рік кількість працівників скоротилася на 15%, у тому числі на понад 25% співробітників правоохоронних органів.